# Kościół Baptystyczny Westboro

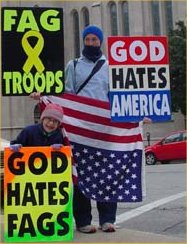
Pikieta WBC w Tulsie, Oklahoma

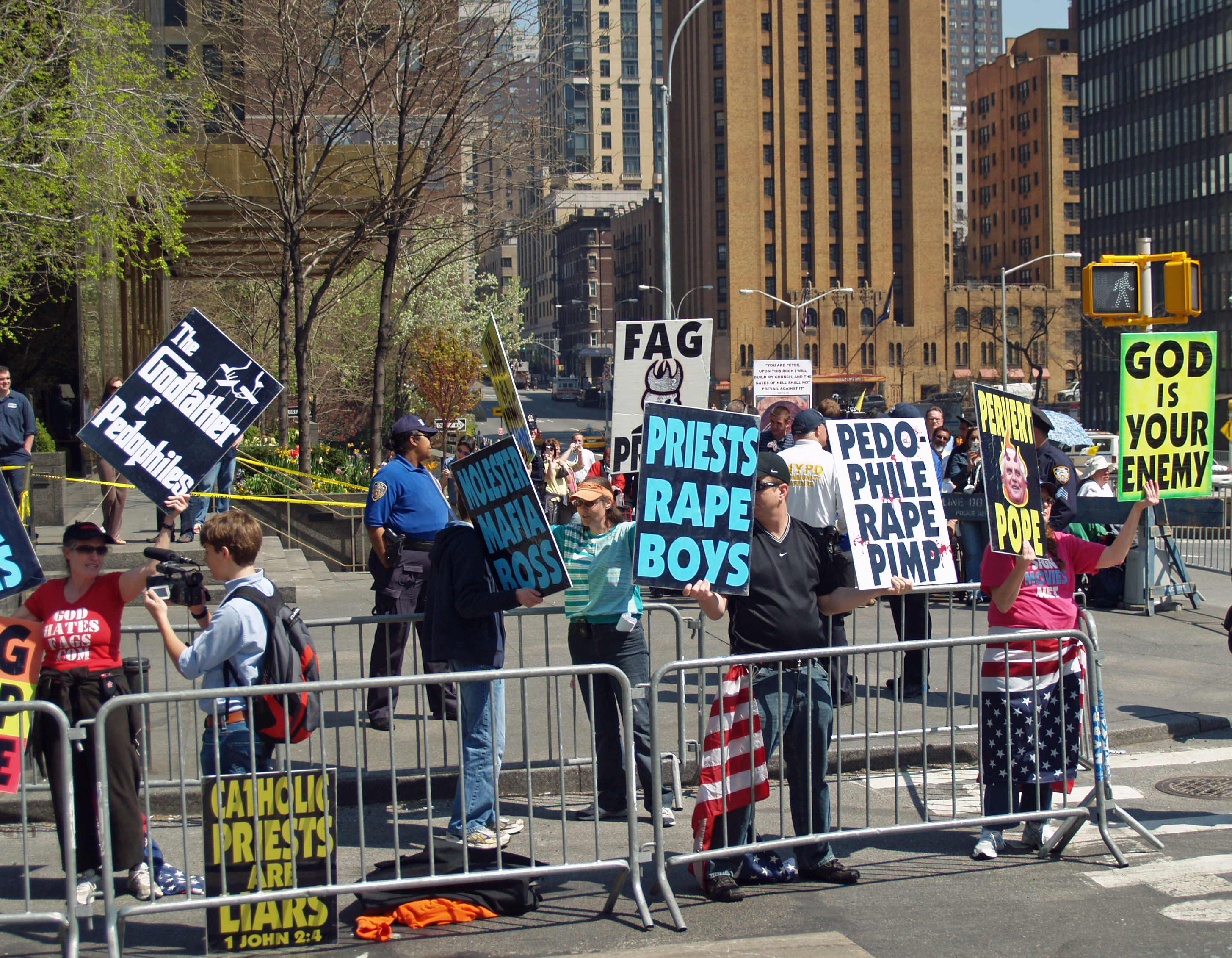
Manifestacja WBC przeciw Kościołowi katolickiemu, Nowy Jork 2008

Kościół Baptystyczny Westboro (skrót: WBC, ang. Westboro Baptist Church) – kontrowersyjna fundamentalistyczna organizacja chrześcijańska, której założycielem i pastorem był Fred Phelps, z siedzibą w Topece w stanie Kansas, w Stanach Zjednoczonych, założona w 1955 roku. Według informacji podawanych przez organizację liczy około 40 członków. Działania organizacji są monitorowane przez Anti-Defamation League.
Kościół Baptystyczny Westboro identyfikuje się z kalwińskim nurtem w baptyzmie, jakkolwiek nie należy on do żadnej organizacji zrzeszającej kościoły baptystyczne. Nie posiada również związku (mimo częściowo zbieżnej doktryny) z reformowanymi baptystami. Kościół jest całkowicie niezależny od innych wyznań; wspólnoty nie utrzymują z nim także ewangelikalne wyznania fundamentalistyczne, które mimo konserwatyzmu w teologii, nie popierają kontrowersyjnych poglądów ani działań baptystów z Westboro.
Organizacja posiada szereg stron internetowych potępiających homoseksualizm, Kościół katolicki, muzułmanów oraz Żydów, a także większość państw świata, rzekomo wspierających wymienione grupy.
Kościół organizuje liczne demonstracje, m.in. podczas pogrzebów żołnierzy amerykańskich poległych podczas wojny w Iraku, a także parad gejowskich.
Działania organizacji bazują na przekonaniu, będącym jednocześnie głównym sloganem WBC, że „Bóg nienawidzi pedałów” (ang. God hates fags). Według Kościoła Westboro wszelkie nieszczęścia, do których dochodzi na świecie są związane z homoseksualizmem oraz wzrastającą tolerancją i akceptacją „propagandy homoseksualnej”. Według członków WBC, homoseksualiści są największymi z grzeszników i są nienawidzeni przez Boga. Jednocześnie uważają, że homoseksualizm powinien być karany śmiercią.
W 2007 roku BBC wyemitowało program dokumentalny The Most Hated Family in America opowiadający o organizacji, a w 2011 roku jego kontynuację America's Most Hated Family in Crisis.